# Kostel Nejsvětější Trojice (Trhové Sviny)
Kostel Nejsvětější Trojice je římskokatolický poutní chrám u města Trhové Sviny v okrese České Budějovice. Je chráněn jako kulturní památka České republiky.
Půdorys kostela je kruhový a zároveň zachovává princip trojnosti. Středovou svatyni obklopuje hradba s opěráky a šestibokým ambitem, přičemž tři strany ochozu mají vížky.
V sousedství poutního kostela se nachází budova někdejších malých lázní, které byly v provozu do konce 19. století.